# Милхаузен
Милхаузен (њем. Mühlhausen/Thüringen) град је у њемачкој савезној држави Тирингија. Једно је од 47 општинских средишта округа Унструт-Хајних. Простире сед дуж реке Унструт. Милхаузен је имао око 37.000 становника 2006. Посједује регионалну шифру (AGS) 16064046.

## Географски и демографски подаци
Град се налази на надморској висини од 216 метара. Површина општине износи 86,4 km².

## Становништво
У самом граду је, према процјени из 2010. године, живјело 36.210 становника. Просјечна густина становништва износи 419 становника/km².

## Међународна сарадња
| Мјесто   | Држава    | Врста сарадње | Од    |
| -------- | --------- | ------------- | ----- |
| Кронштат | Русија    | партнерство   | 1995. |
| Туркоан  | Француска | партнерство   | 1993. |
| Извор    |           |               |       |